# Rucentra melancholica
Rucentra melancholica là một loài bọ cánh cứng trong họ Cerambycidae.